# パン・ヤウン・チェル
パン・ヤウン・チェル（ビルマ語: ပန်းရောင်ခြယ်; 英語: Pan Yaung Chel; 1996年1月14日 - ）は、イギリス系ミャンマー人のシンガーソングライター、女優である。数多くのポップスを世に送り、また映画そしてテレビなどの広告に多数出演している。 彼女の父であり、またミャンマーの著名的な歌手であるグラハムとのデュエットを収録したアルバム『Wake Up Daddy!（訳:パパ起きて！）』がヒットし、一気に知名度が上がる。 彼女はミャンマーの生まれ育ち、10歳の時から家族と一緒にオーストラリアに留学している。 

## キャリア

### 1996–2013
パン・ヤウン・チェルは1996年1月14日、ミャンマーのヤンゴンで著名的な歌手である父グラハム と母チン・ザー・オーの間に生まれた。2001年1月14日に妹のパン・ツン・チェルが生まれ、姉になる。 彼女はミャンマーで育ち、ヤンゴン市内のインターナショナルスクールに通っていた。 9歳の時に、最初の楽曲『Twinkle Twinkle Little Star（訳：きらきら星）』をイン・マーレコードから発表した。
11歳の時、オーストラリアのパースに留学のため家族で移住した。2012年、パン・ヤウン・チェルが高校生の時、妹、父、母はミャンマーに帰ったものの、彼女はオーストラリアに住み続けた。 ローマ・カトリックの女子校、聖ブリギッドカレッジに進み、2013年に卒業した。2013年3月、父グラハムは彼女を彼のヤンゴンのソロコンサートに招待し、彼女はそこでアデレの『Someone Like You（訳：あなたみたいな誰か）』を歌った。そこで彼女の歌唱力が評価された。 

### 2014–2017: 『Wake Up Daddy!』

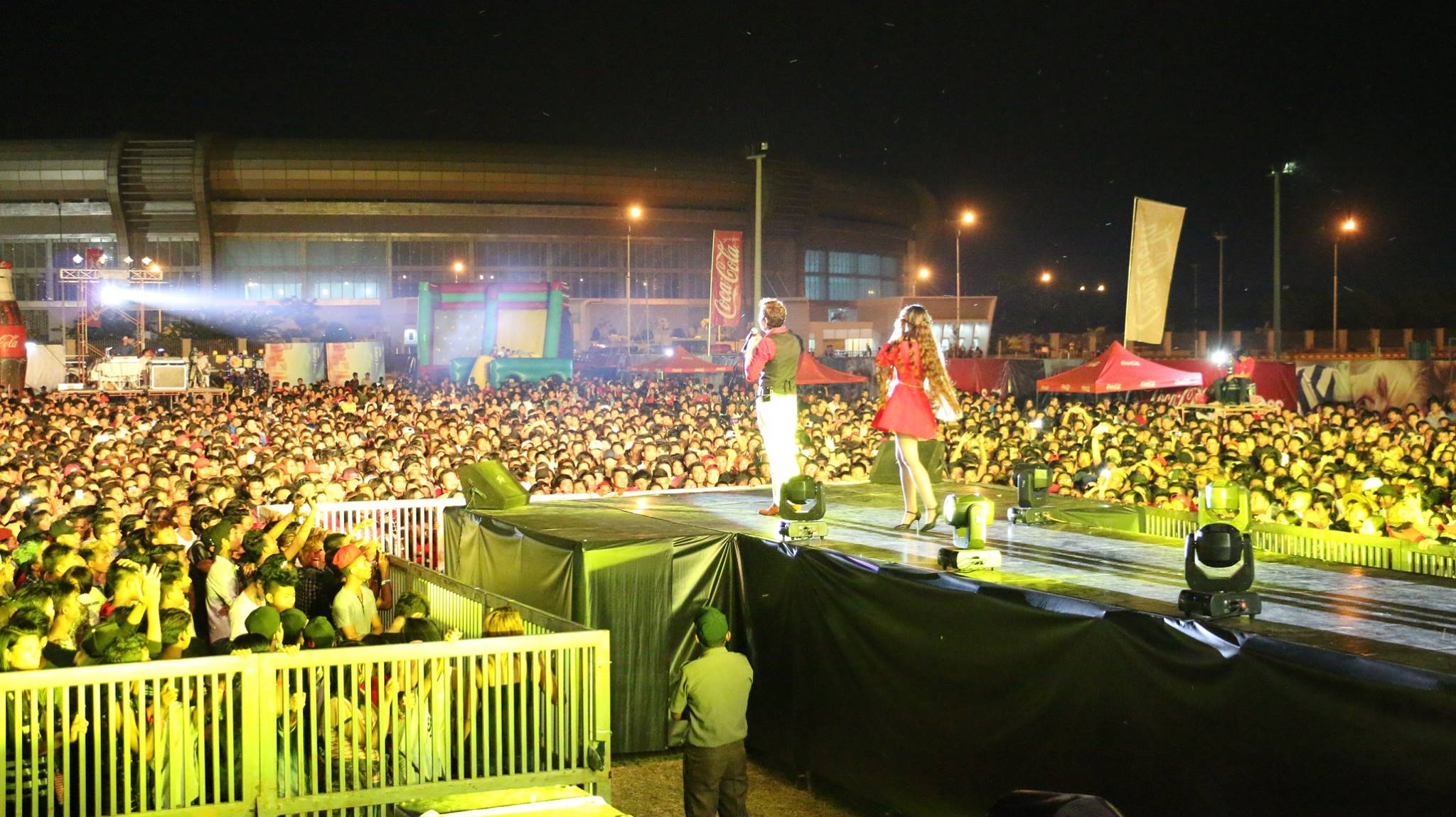
父のグラハムとパン・ヤウン・チェルによるパフォーマンス。2016年コカコーラフェスティバルにおいて。

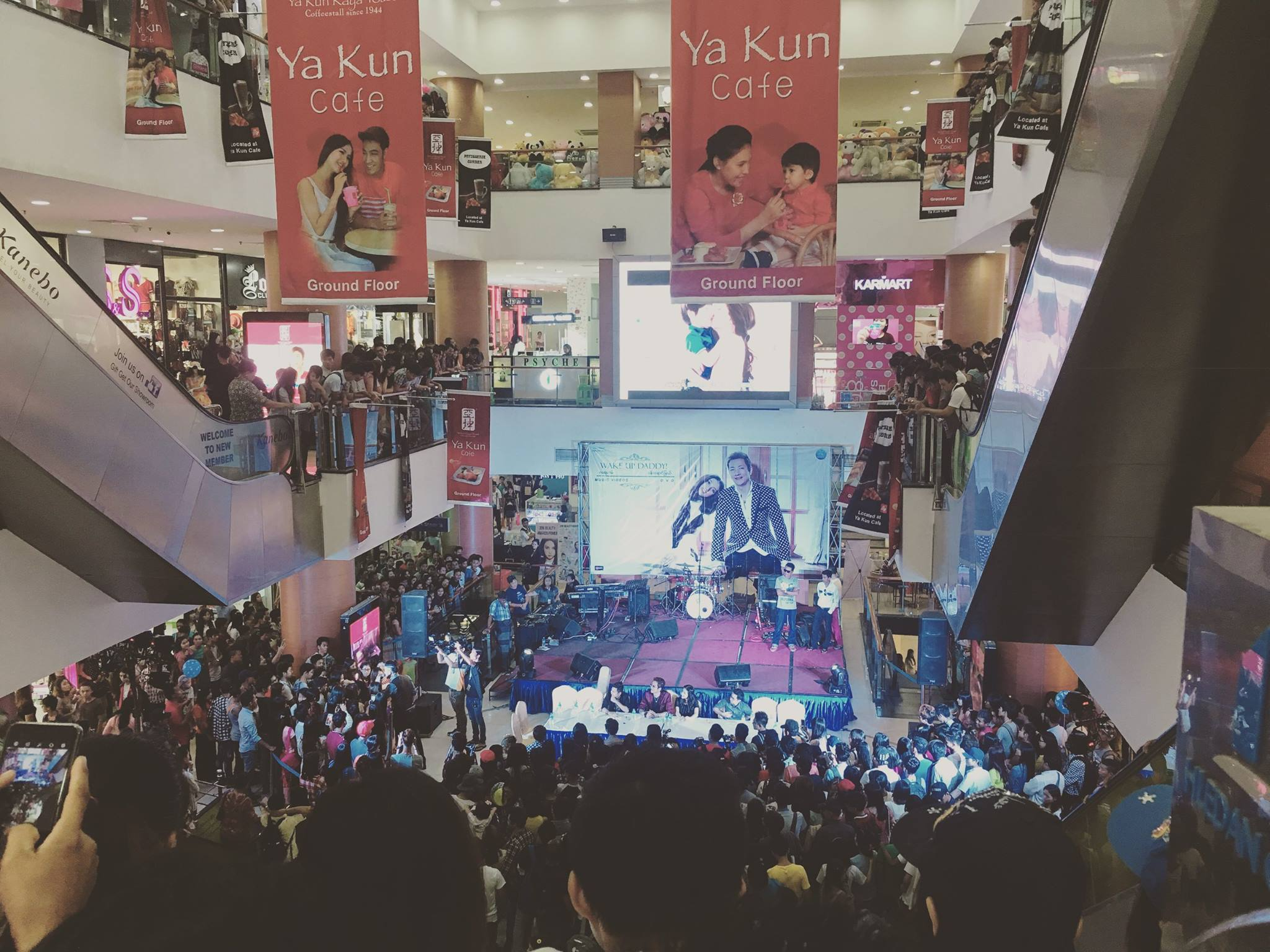
『Wake Up Daddy!』DVD　アルバムイベント。2017年1月

高校卒業後、 西オーストラリア大学に進学。 しかし、ただその一年前、2014年にギャップイヤーを取り、彼女のデビューアルバム『Wake Up Daddy！』を父グラハムと一緒に制作した。 
『Wake Up Daddy!』はアルバム『Wake Up Daddy!』の中でも特に人気がある曲で、老若男女関係なく愛されている。  グラハムとパン・ヤウン・チェンのファンであることもたちが、朝起きた時に父に向かって歌うほどである。この曲はオーストリアでのパン・ヤウン・チェルとどの父グラハムの生活がもとになっている。この曲のDVDアルバムは約2年後の2016年12月21日、14本のMVと共に出版された。

### 2018–現在: 歌手として
She2018年2月9日に初ソロアルバム、『Butterflies』をYouTubeとFacebookを通してリリース。作詞作曲は彼女と父が担当した。[non-primary source needed] 同年3月16日セカンドシングル『You Set Me Free』（作詞作曲は彼女担当）をリリース。 5日後、FacebookとYoutubeでその曲のダンスパフォーマンス動画を投稿。2018年11月17日、初シングル、『Let It Go』のMVを公開。  

### 2019: 女優としての活動
2019年10月17日からミャンマー全国で放送された、Canal+ オリジナルシリーズの『Lake Pyar』にLake Pyar役（主人公）として出演。[non-primary source needed] この『Lake Pyar』はミャンマー映画やドラマではあまり見られない女性を主人公 としたドラマだったが、Asian Academy Creative Awardsのミャンマーのベスト女優賞にパン・ヤウン・チェルが選ばれるほど、好評であった。[non-primary source needed] 2021年1月28日から『Lake Pyar』のシーズン２が放映された。 

## 人物

### 宗教と慈善活動
パン・ヤウン・チェルの母と妹がカトリック教徒、父のグラハムが仏教徒である。 彼女はオーストラリアの私立カトリック学校に小学校から高校まで通っていた。 In Dece2017年12月、フランシスコ法皇 がミャンマーに初めて訪問した際、パン・ヤウン・チェルと父グラハムが法皇のためにゴスペルを披露した。 彼女はハレルヤなどを披露した。 パン・ヤウン・チェル一家は学校や教会にオルガンを寄付している。

### 話せる言語
パン・ヤウン・チェルは母国語であるミャンマー語 はもちろん、英語と韓国語も流暢に話せる。

## ディスコグラフィー

### ソロアルバム
- Wake Up Daddy! (2015)
- Solo (2020)

### シングル
- Butterflies (2018)
- You Set Me Free (2018)
- Let It Go (2018)
- Lwal Ba Ma Lar (2019)

### ユニゾン
- Ba Wa Ye' A Date Bal (Myit Zi Ma Go Thwar Ja Myi) (2014)
- Maung Lu Chaw (Padamyar FM) (2016)
- Dream Holiday (Cherry FM 7th Anniversary) (2017)
- Kyin Nar Chin Yel Ah Chit Yel (Sal Nhit Sal Moe) (2017)
- Ka Na Oo Pone Pyin (Sal Nhit Sal Moe) (2017)
- Tha Chin Ne' Ka Khone Lite (Thingyan Fever) (2017)
- Kat Chit Mal (April Queens) (2017)
- Amone Ni Dan (Music Soon Lan Lil' Chan – Lil' Chan) (2017)
- Shall We Meet Again (Kiss Museum – James) (2017)
- Diary (Gi Ta Bay Da – Hlwan Paing) (2017)
- Bar Kyaunt (Man Thiri 20th Anniversary) (2018)

## 出演作品
| 年   | 題名                                       | 役          | メモ      |
| ---- | ------------------------------------------ | ----------- | --------- |
| 2019 | Lake Pyar (Season One: The Blade of Truth) | Lake Pyar   | main role |
| 2021 | Lake Pyar (Season Two: Light and Dark)     | Lake Pyar   | main role |
| 2023 | Ta Myay Myay Moe                           | Moe Ei Phyu | main role |

## 受賞歴、ノミネート歴
| 年   | 名前                          | 部門                           | 作品      | 結果       | 参考   |
| ---- | ----------------------------- | ------------------------------ | --------- | ---------- | ------ |
| 2020 | Asian Academy Creative Awards | Best Actress In A Leading Role | Lake Pyar | ノミネート | [ 10 ] |